# Aimeliik

Flaga stanu Aimeliik

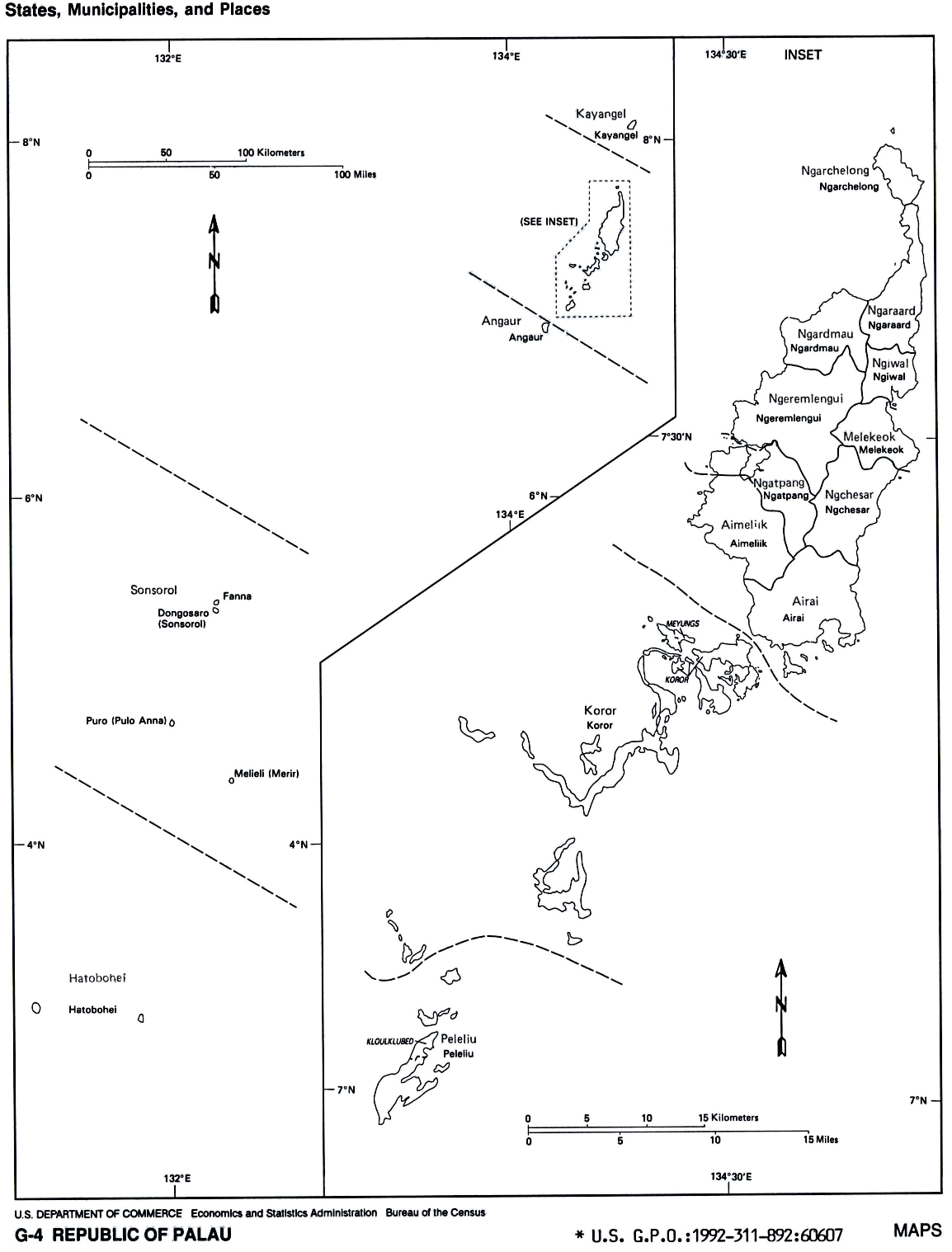
Położenie stanu na mapie Palau

Aimeliik – jeden z 16 stanów Palau. Powierzchnia stanu wynosi około 52 km², natomiast liczba ludności, zgodnie ze spisem powszechnym z 2005 roku, wynosi 270 osób. Stolicą stanu jest miejscowość Mongami. Stan graniczy od północy ze stanem Ngatpang, od południowego wschodu ze stanem Airai. Na południe od stanu Aimeliik znajduje się stan Koror.
Na wyspie znajduje się największa na Palau elektrownia oraz stacja radiowa.
Aimeliik położony jest na południowym zachodzie wyspy Babeldaob. W jego skład wchodzi ląd stały i lasy namorzynowe. Teren jest pofałdowany i opada w kierunku zatoki Ngchemiangel.

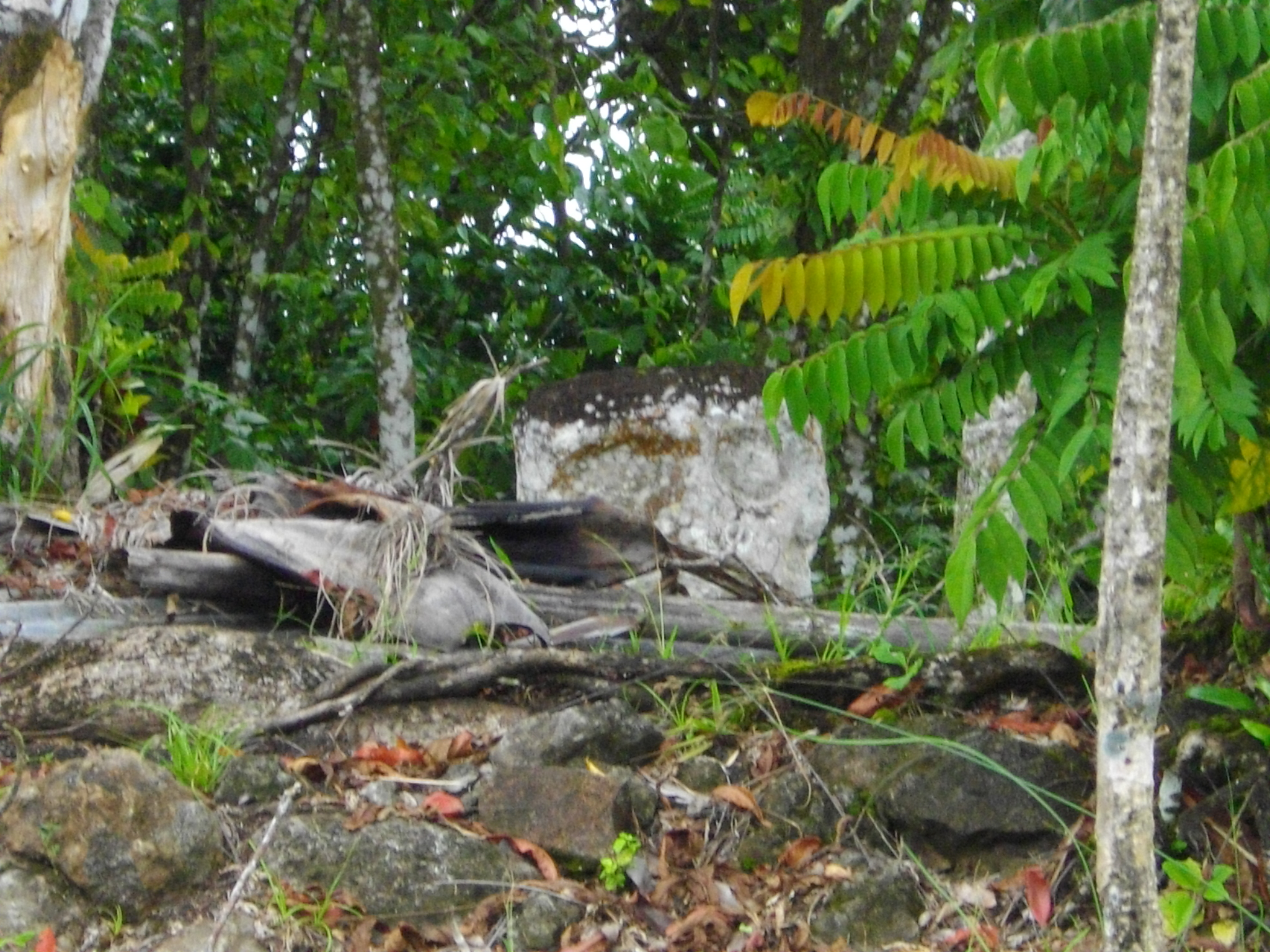
Grobowiec Masola

Aimeliik jest jedną z najstarszych miejscowości Palau. Znajduje się tutaj grobowiec Masola, legendarnego wojownika palauskiego.